# Smilax kingii
Smilax kingii là một loài thực vật có hoa trong họ Smilacaceae. Loài này được Hook.f. miêu tả khoa học đầu tiên năm 1892.